# Eucanippe bifida
Espèce
Eucanippe bifida est une espèce d'araignées mygalomorphes de la famille des Idiopidae.

## Distribution
Cette espèce est endémique d'Australie-Occidentale.

## Publication originale
- Rix, Raven, Main, Harrison, Austin, Cooper & Harvey, 2017 : The Australasian spiny trapdoor spiders of the family Idiopidae (Mygalomorphae: Arbanitinae): a relimitation and revision at the generic level. Invertebrate Systematics, vol. 31, no 5, p. 566-634.